# Alejandro Domínguez Escoto
Alejandro Domínguez Escoto (* 9. November 1961 in Mexiko-Stadt) ist ein ehemaliger mexikanischer Fußballspieler, der vorwiegend im Mittelfeld eingesetzt wurde. Zwischen 2007 und 2011 war er als Co-Trainer im Trainerstab des Club América im Einsatz. 2012 folgte eine kurze Tätigkeit als Co-Trainer von Hugo Sánchez bei CF Pachuca.

## Leben

### Verein
Alex Domínguez stand zwischen 1982 und 1994 zwölf Jahre bei seinem Heimatverein Club América unter Vertrag, mit dem er in den 1980er Jahren vier Meistertitel aktiv gewann und bei einem weiteren Titel ebenfalls zum Kader gehörte. 1994/95 spielte er für den Tampico-Madero FC, bevor er seine aktive Laufbahn 1995/96 in Reihen der Gallos Blancos de Querétaro ausklingen ließ.

### Nationalmannschaft
Sein Debüt im Dress der mexikanischen Nationalmannschaft feierte Alex Domínguez am 29. November 1983 in einem torreichen Spiel (4:4) gegen die Auswahl von Martinique. Sein letzter Länderspieleinsatz fand bei der im eigenen Land ausgetragenen Fußball-Weltmeisterschaft 1986 statt, als er in der 62. Minute des letzten Vorrundenspiels gegen den Irak (1:0) für Rafael Amador Flores eingewechselt wurde und für die Dauer von 28 Minuten zu seinem einzigen WM-Einsatz kam.
Je eines seiner beiden Länderspieltore erzielte Domínguez am 15. Oktober 1985 gegen Yemen (2:0) und am 27. April 1986 gegen Kanada (3:0).

## Erfolge
- Mexikanischer Meister: 1984, 1985, Prode 85, 1988, 1989
- Mexikanischer Supercup: 1988, 1989
- CONCACAF Champions Cup: 1987, 1990, 1992
- Copa Interamericana: 1991